# Neptosternus compsus
Neptosternus compsus är en skalbaggsart som beskrevs av Guignot 1953. Neptosternus compsus ingår i släktet Neptosternus och familjen dykare. Inga underarter finns listade i Catalogue of Life.